# Ірена (птах)
Ірена (Irena) — рід горобцеподібних птахів, єдиний у родині іренових (Irenidae).

## Поширення
Представники родини поширені в Індії та Південно-Східній Азії. Ірена кобальтова є ендеміком Філіппін.

## Опис
Птахи середнього розміру, вагою 50-100 г. Дзьоб міцний, призначений для дроблення насіння. Очі червоні. Самці більші за самиць. В ірени блакитної чітко виражений статевий диморфізм: самці забарвленні яскравіше у чорні та сині або жовті і салатові кольори, а самиці мають тьмяніше блакитне забарвлення. В ірени кобальтової у позашлюбний сезон обидві статі мають подібне забарвлення, відрізняються лише розміром.

## Види
- Ірена кобальтова (Irena cyanogastra)
- Ірена блакитна (Irena puella)